# Irish Open 1967
Die Irish Open 1967 waren die 54. Austragung dieser internationalen Meisterschaften von Irland im Badminton. Sie fanden vom 17. bis zum 18. Februar 1967 in Dublin statt.

## Titelträger
| Disziplin    | Sieger                    |
| ------------ | ------------------------- |
| Herreneinzel | Alan Parsons              |
| Dameneinzel  | Angela Bairstow           |
| Herrendoppel | Roger Mills David Horton  |
| Damendoppel  | Margaret Boxall Sue Pound |
| Mixed        | Roger Mills Iris Rogers   |

## Finalresultate
| Disziplin    | Sieger                    | Finalist                    | Ergebnis          |
| ------------ | ------------------------- | --------------------------- | ----------------- |
| Herreneinzel | Alan Parsons              | Lee Kin Tat                 | 15–6, 15–12       |
| Dameneinzel  | Angela Bairstow           | Gillian Perrin              | 10–13, 11–8, 11–8 |
| Herrendoppel | Roger Mills David Horton  | Colin Beacom Tony Jordan    | 15–8, 3–15, 18–15 |
| Damendoppel  | Margaret Boxall Sue Pound | Gillian Perrin Iris Rogers  | 15–8, 15–7        |
| Mixed        | Roger Mills Iris Rogers   | Tony Jordan Angela Bairstow | 15–5, 15–11       |